# 丁敬臣
丁敬臣（1880年—？），江苏江都籍商人，曾长期在青岛经商，曾任青岛总商会会长，抗战期间曾与日本军方合作。

## 生平
1880年，丁敬臣生于江苏省扬州府江都县（今江苏省扬州市江都区）。早年捐为监生，曾先后授知县、候补知府，后弃官从商，赴上海学习外语、从事洋务。1900年，德商禅臣洋行青岛分行聘用丁敬臣为买办。同年开办悦来公司，后开办丁敬记、悦升煤矿公司。除煤矿开采外，其公司亦经营进出口贸易、航运业、旅店业等。
1907年，丁敬臣参与成立三江会馆，曾任副会长、会长。1908年，胶澳总督府公布《公举参议督署中华董事告示》，由华商组织推举4人任督署信任，参议华人事务，丁敬臣位列其中，由此逐渐成为青岛德占时期华商领袖。据1928年《胶澳志》记述，“青岛开埠之始，市政权操诸外人，华商稍能自振、代表同业以参预市政者仅傅炳昭、丁敬臣、包幼卿、周宝山、成兰圃、与（胡）存约数人而已”。1916年1月，丁敬臣出任青岛总商会会长。1918年商会会长改选时，丁敬臣因与当时殖民统治青岛的日本当局关系不佳而落选，改任董事。
丁敬臣卸任商会会长后专注经商，并经营盐业。1921年9月，丁敬臣与范旭东等合资创办永裕盐业公司，任经理。1922年北洋政府收回青岛后，于1923年招标拍卖原为日本人经营的胶州湾盐田，永裕盐业公司以300万元中标取得盐田经营权，因此垄断青岛盐业。而丁敬臣也因此与时任青岛总商会会长隋石卿及周边地区盐民发生严重冲突，即“永裕盐潮”。一些盐民组织“胶澳民户盐田联合会”，包围盐务公署要求取消投标，又捣毁永裕公司、殴伤丁敬臣。关于丁敬臣与隋石卿在此事件中的角色，各资料说法不一：一些文献称隋石卿在盐田竞标中未获分文，便以总商会名义授意、支持盐民聚众示威、暴动、打伤丁敬臣；也有资料称隋石卿仅代表商会资助盐民诉讼；1924年1月，商会宋雨亭、吕月塘等人函告直鲁豫巡阅使吴佩孚，称隋石卿鼓动盐民暴动的说法为与丁敬臣有关系的山东省议会议员孙毓培散布的谣言；周恩来1924年2月所作《军阀统治下的中国》一文引《向导》报称“山东奸商丁敬臣以三百万元运动包办青岛一带盐田，与日人狼狈为奸，事为盐户侦悉，即起反抗”；另有1994年新编《即墨县志》称1923年9月，丁敬臣“与日人勾结，包办盐业输出权。即墨、胶县、莱阳、平度四县盐民到胶澳督办公署请愿，丁敬臣慑于群众威力，低头认罪”。
1924年青岛万国体育总会成立时，丁敬臣任董事。1929年4月，青岛总商会改组，丁敬臣为三名主席团委员之一。1931年10月，丁敬臣曾作为淄川博山煤商代表赴济南抗议胶济铁路管理委员会增加铁路运价，之后又为置铁路方面于不利地位，诬称铁路上调运价系受日本人指使。1933年，丁敬臣曾出资帮助成立青岛国货公司。

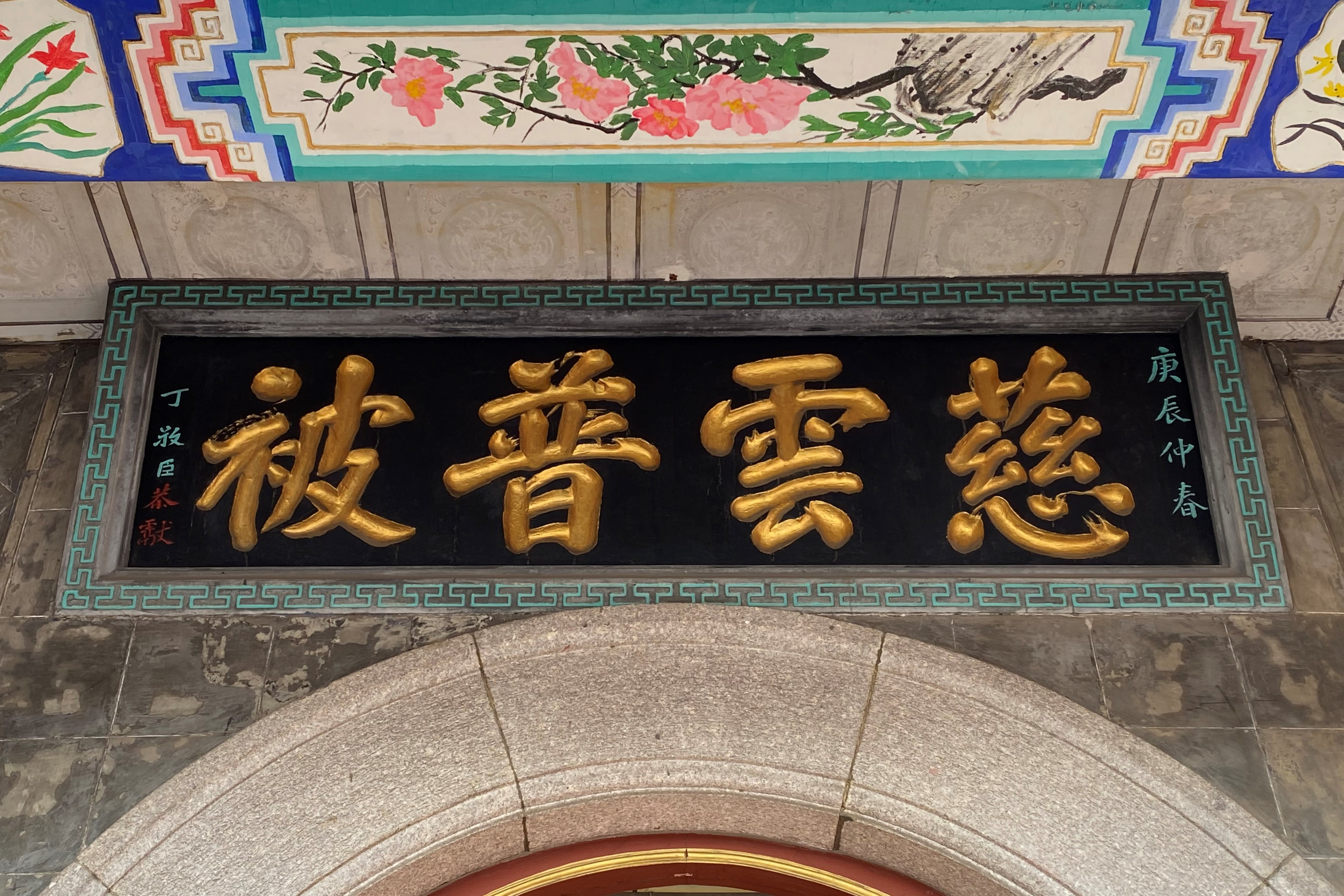
丁敬臣1940年赠青岛天后宫“慈云普被”匾额

1938年1月日军占领青岛后，丁敬臣开始与日本当局合作。1939年，日本海军驻青岛特务部开设大阜银行，丁敬臣任经理。丁敬臣获日本当局授权获得青岛地区煤炭、食盐等产品专卖权，另曾任东文书院董事长、兴发公司监察、山东煤矿产销股份有限公司常务董事、副董事长等职。
因丁敬臣在1945年8月日本投降前与青岛市政府代理市长李先良已有联系，以及日本投降后对国民党人员极力拉拢，李先良率部接管青岛后，丁敬臣成为青岛市接收委员会委员，甚至一度任青岛市财政局局长。但数月后葛覃赴青岛任国民党青岛市党部主任委员后，为与李先良争权，开始着手惩处丁敬臣等曾在抗战时期与日本当局、汪精卫政权有联系者。1946年，丁敬臣被逮捕，送予青岛市内的山东高等法院第二分院检察处侦讯，但因证据不足免予起诉，引发舆论一片哗然。1946年10月18日，山东高等法院函照山东高等法院第二分院检察处，要求将丁敬臣案所有卷宗调往济南另行审理。丁敬臣闻讯以就医的名义逃往上海。
1947年3月31日 ，司法院致函青岛市参议会，认定大阜银行是伪组织所属金融机关，实际将丁敬臣定性为“经济汉奸”。同年5月，时任司法行政部部长谢冠生亲自对丁敬臣案作出批示，认为其“通牒敌国已无疑义”且“应在历行检举之列”。此后丁敬臣正式受到司法审判。1947年10月3日《申报》称，丁敬臣在济南供述其此前曾贿赂高二分院分检处相关人员，前后总计8亿元。1947年9月17日，山东高等法院判处丁敬臣徒刑五年，但丁敬臣不久便“保外候审，兼医疾病”，并居住于上海。
1948年，丁敬臣赴台湾，在台中开设铁工厂。卒年不详，葬于台中东海花园公墓。

## 家庭

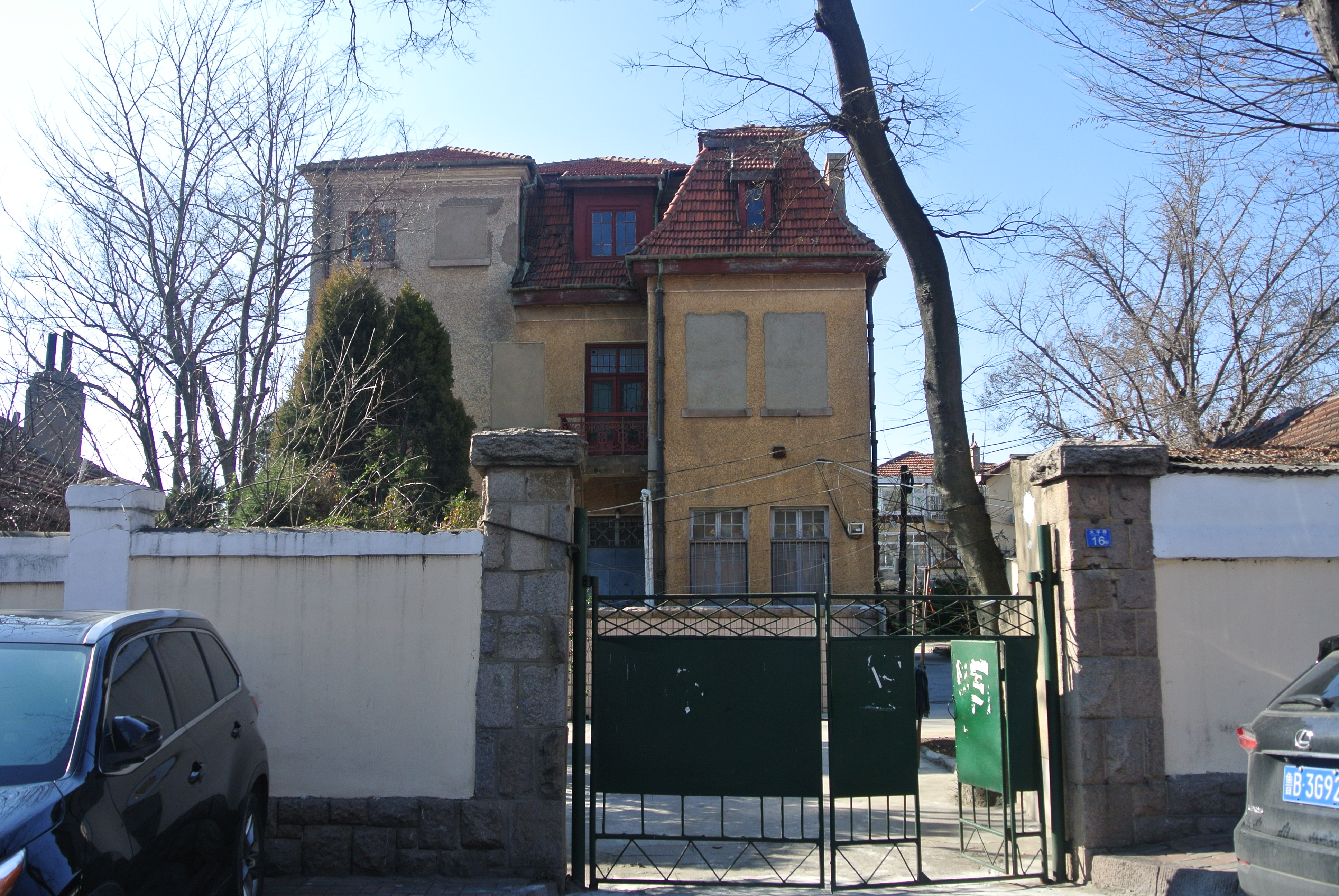
青岛大学路16号甲

丁敬臣之子丁慰农，丁慰农之子丁善玺为电影导演，丁善理为企业家。

## 相关史迹
青岛市大学路16号甲建筑为丁敬臣旧宅，建于1929年，建筑师马鹏设计，新慎记营造厂承建，现为市南区一般不可移动文物。
青岛市山海关路5号丁慰农别墅可能曾为丁敬臣之子丁慰农地产，建于1936年，现为全国重点文物保护单位青岛八大关近代建筑子项。
扬州市地官第12号丁氏盐商住宅曾为丁敬臣地产，现为扬州市文物保护单位。